# Delmas
Delmas este un oraș din Africa de Sud.